# Gare de Chenevières
Gare de Chenevières vasútállomás Franciaországban, Chenevières településen.

## Vasútvonalak
Az állomást az alábbi vasútvonalak érintik:
- Lunéville-Saint-Dié-vasútvonal

## Kapcsolódó állomások
A vasútállomáshoz az alábbi állomások vannak a legközelebb:
- Gare de Saint-Clément-Laronxe
- Gare de Ménil-Flin